# مزمارية
الفصيلة المزمارية (الاسم العلمي: Alismataceae) فصيلة نباتية تنتمي إلى رتبة المزماريات من أحاديات الفلقة. تضم الفصيلة أحد عشر جنساً وما بين 85-95 نوعاً. معظم هذه الأنواع نباتات مائية تكون أوراقها إما مغمورة أو طافية.

## من أجناسها
- سهم الماء (الاسم العلمي: Sagittaria).
- مزمار الراعي (الاسم العلمي: Alisma) الذي يعرف بلسان الحمل المائي، لأنه يشبه نبات لسان الحمل.
- الزانيكلية
- سيف الأمازون